# Spårgölarna (Hallingebergs socken, Småland, 640251-153129)
Spårgölarna är en sjö i Västerviks kommun i Småland och ingår i Botorpsströmmens huvudavrinningsområde.